# Karim Aït-Fana
Karim Aït-Fana (en arabe : كريم آيت فانا) est un footballeur international marocain, né le 25 février 1989 à Limoges évoluant au poste d’attaquant.
Évoluant au poste d'attaquant, il commence sa carrière professionnelle au Montpellier Hérault Sport Club en 2005. Régulièrement sélectionné dans les équipes de France juniors, il a réellement démontré tout son potentiel lors de la saison 2009-2010 en étant un des grands artisans de la cinquième place de Ligue 1 de son club.
Karim Aït-Fana possède à son palmarès le titre de champion de France obtenu en 2012. Il est également vice-champion de Ligue 2 en 2009 et finaliste de la coupe de la ligue 2011.
Il possède également a son palmarès personnel le titre de meilleur joueur UNFP /RTL  du mois de janvier 2010 après son superbe but face a l'OM , devant ses concurrents Néné et Ruffier. Il a également au cours de cette saison 2009/2010 été nommé dans la catégorie meilleur espoir aux côtés d'Eden Hazard et Yann M'Vila.

## Biographie
Il commence le football à l'âge de six ans à l'AS Saint-Louis Val de l'Aurence Limoges le pôle espoirs de la Ligue du Centre. En 2004, il dispute avec la sélection de la Ligue Centre-Ouest la Coupe Nationale des 14 ans à Clairefontaine, aux côtés de Quentin Bernard.

### Carrière en club
Après deux saisons afin de se former au haut niveau, Karim devient dès 2007 incontournable dans le cœur du jeu du Montpellier HSC. Après avoir grandement participé au titre de vice-champion de Ligue 2 en 2009, il s'impose comme une des révélations de la Ligue 1 dès les saisons suivantes. Cependant, une grave blessure en mars 2011 met un coup d'arrêt à son ascension. De retour après de longs mois de rééducation, il décroche le titre de champion de France avec le Montpellier HSC le 20 mai 2012. En octobre 2012, il est victime d'une rupture du ligament croisé antérieur du genou à l'entrainement. Il sera de nouveau absent des terrains pour environ six mois.
Considéré comme l’un des plus talentueux de sa génération, l’ancien international Espoirs français a fini par quitter Montpellier lors de l’été 2015 après dix ans passés au club et une dernière saison vierge. Libre de tout contrat et débarrassé de tout pépin physique, il s'entraîne régulièrement avec la réserve montpelliéraine à la recherche de nouveaux défis. Lors de l'été 2016, il passe des essais avec le Nîmes Olympique qui s'avèrent concluants. Par la suite, Karim Aït-Fana s'engage le 8 août 2016 pour une année avec le club gardois où il tentera de confirmer son retour dans le monde professionnel.
Le 4 octobre 2017, il s'engage avec le Consolat Marseille.

### Carrière internationale

#### Les équipes de France jeunes
Le 9 octobre 2009, lors d'un match comptant pour les qualifications pour le championnat d'Europe espoirs, il marque son premier but lors de sa première sélection et surtout lors de sa première touche de balle.

#### L'équipe du Maroc
.

## Statistiques et palmarès

### En équipe nationale
Karim Aït-Fana totalise trois capes avec l'équipe du Maroc. Il est intégré pour la première fois dans l'équipe lors du début de la campagne de qualification pour la Coupe du monde 2014.
| Date        | Adversaire    | Score | Compétition  | Lieu                                   | Commentaires                         |
| ----------- | ------------- | ----- | ------------ | -------------------------------------- | ------------------------------------ |
| 25 mai 2012 | Sénégal       | 0-1   | Match amical | Stade de Marrakech, Marrakech, Maroc   | Remplaçant (entre à la 46e minute)   |
| 2 juin 2012 | Gambie        | 1-1   | Élim. CM     | Stade de l'Indépendance, Bakau, Gambie | Titulaire (remplacé à la 65e minute) |
| 9 juin 2012 | Côte d'Ivoire | 2-2   | Élim. CM     | Stade de Marrakech, Marrakech, Maroc   | Titulaire (remplacé à la 76e minute) |

### En club
| Saison                | Club                           | Championnat           | Championnat | Championnat | Coupe nationale | Coupe nationale | Coupe de la Ligue | Coupe de la Ligue | Compétition(s) continentale(s) | Compétition(s) continentale(s) | Compétition(s) continentale(s) | Total | Total |
| Saison                | Club                           | Division              | M.          | B.          | M.              | B.              | M.                | B.                | Comp.                          | M.                             | B.                             | M.    | B.    |
| 2005-2006             | Montpellier Hérault Sport Club | Ligue 2               | 1           | 0           | -               | -               | -                 | -                 | -                              | -                              | -                              | 1     | 0     |
| 2006-2007             | Montpellier Hérault Sport Club | Ligue 2               | 13          | 1           | -               | -               | -                 | -                 | -                              | -                              | -                              | 13    | 1     |
| 2007-2008             | Montpellier Hérault Sport Club | Ligue 2               | 31          | 2           | 4               | 0               | 2                 | 0                 | -                              | -                              | -                              | 37    | 2     |
| 2008-2009             | Montpellier Hérault Sport Club | Ligue 2               | 29          | 6           | 2               | 0               | 2                 | 0                 | -                              | -                              | -                              | 33    | 6     |
| 2009-2010             | Montpellier Hérault Sport Club | Ligue 1               | 33          | 5           | 1               | 1               | 1                 | 1                 | -                              | -                              | -                              | 35    | 7     |
| 2010-2011             | Montpellier Hérault Sport Club | Ligue 1               | 19          | 0           | 1               | 0               | 3                 | 0                 | C3                             | 2                              | 0                              | 25    | 0     |
| 2011-2012             | Montpellier Hérault Sport Club | Ligue 1               | 11          | 2           | 4               | 0               | -                 | -                 | -                              | -                              | -                              | 15    | 2     |
| 2012-2013             | Montpellier Hérault Sport Club | Ligue 1               | 8           | 0           | -               | -               | -                 | -                 | C1                             | 2                              | 1                              | 10    | 1     |
| 2013-2014             | Montpellier Hérault Sport Club | Ligue 1               | 4           | 1           | -               | -               | -                 | -                 | -                              | -                              | -                              | 4     | 1     |
| 2014-2015             | Montpellier Hérault Sport Club | Ligue 1               | -           | -           | -               | -               | -                 | -                 | -                              | -                              | -                              | 0     | 0     |
| Sous-total            | Sous-total                     | Sous-total            | 149         | 17          | 12              | 1               | 8                 | 1                 | -                              | 4                              | 1                              | 173   | 20    |
| 2016-2017             | Nîmes Olympique                | Ligue 2               | 23          | 0           | 1               | 0               | -                 | -                 | -                              | -                              | -                              | 24    | 0     |
| 2017                  | Consolat Marseille             | National              | 3           | 0           | -               | -               | -                 | -                 | -                              | -                              | -                              | 3     | 0     |
| Sous-total            | Sous-total                     | Sous-total            | 26          | 0           | 1               | 0               | -                 | -                 | -                              | -                              | -                              | 27    | 0     |
| 2018                  | Wydad Athletic Club            | Botola Pro            | 0           | 0           | -               | -               | -                 | -                 | -                              | -                              | -                              | 0     | 0     |
| Total sur la carrière | Total sur la carrière          | Total sur la carrière | 175         | 17          | 13              | 1               | 8                 | 1                 | -                              | 4                              | 1                              | 200   | 20    |